# تلمبة افلاطون بهزندي (نغار بردسير)
تلمبة افلاطون بهزندي (بالإنجليزية: Tolombeh-ye Aflatun Behzadi)‏ هي مستوطنة تقع في إيران في كرمان. يقدر عدد سكانها بـ 19 نسمة .